# Cuevas Rupestres de Coín

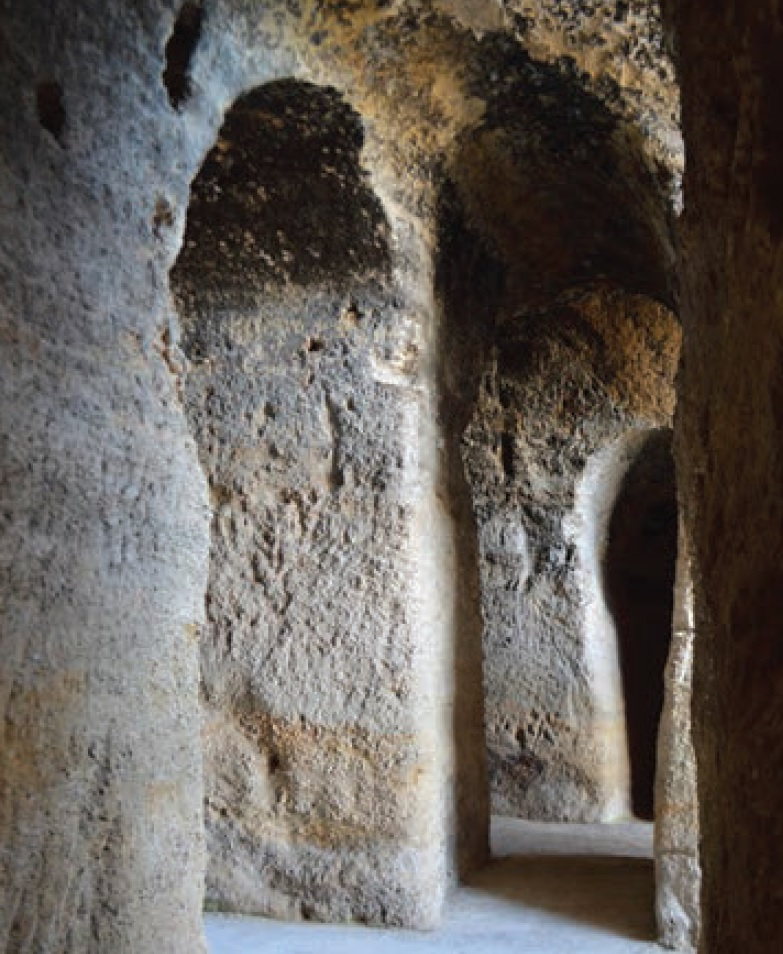
Cuevas

Las cuevas de Coín son un conjunto rupestre ubicado en el municipio de Coín junto a la carretera de Marbella. El conjunto integra cinco grandes cuevas excavadas en el travertino así como otras pequeñas cavidades laterales, datadas entre los ss. VIII al X, probablemente entre el IX y X, que se ha propuesto que correspondería a una iglesia y cenobio mozárabe suburbano. A nivel arquitectónico, está estructurado en tres naves principales y dos accesorias, con una extensión total de 246 m2 en planta, siendo uno de los más grandes de la provincia.
Este conjunto monumental tiene la particularidad de haber sido excavado en la misma roca caliza, labrándose bastantes detalles estéticos y funcionales como son los arcos de herradura, hornacinas, contrafuertes, simuladas cubiertas a dos aguas, banco para el servicio litúrgico, arco triunfal para separar la nave y el presbiterio de la iglesia, diferentes tipos de bóvedas, galerías de ventilación, y vías de escape, entre otras peculiaridades. En particular cabe suponer la existencia de una cúpula semiesférica, frente a la nave abovedada más septentrional, con tubos o chimeneas de ventilación que llegarían hasta la superficie superior.
Según el diseño arquitectónico, visto en planta, se trata de un conjunto de tres naves principales y dos accesorias, similar al existente en Ronda y Archidona, también denominado con la expresión de conjunto de naves únicas. A mayor parecido, las tres naves principales del conjunto de Coín corren todas en la misma dirección, al igual que también ocurre en el conjunto de Archidona.